# Orkun
Orkun ist als eine Variante von Orhun ein türkischer männlicher Vorname, abgeleitet vom Orchon-Tal in der Mongolei, wo sich die historisch ersten alttürkischen Inschriften befinden.

## Namensträger

### Form Orkun
- Orkun Ertener (* 1966), deutscher Drehbuch- und Romanautor türkischer Herkunft
- Orkun Kökçü (* 2000), niederländisch-türkischer Fußballspieler
- Orkun Uşak (* 1980), türkischer Fußballspieler

### Form Orhun
- Orhun Öztürk (* 1992), türkischer Fußballspieler

### Familienname
- Deniz Orhun (* 1974), türkische Köchin und Moderatorin